# سينثيا دي لا فيغا
سينثيا دي لا فيغا (بالإسبانية: Cynthia de la Vega)‏ هي متسابقة ملكة الجمال مكسيكية، ولدت في 28 سبتمبر 1991 في ولاية نويفو ليون في المكسيك.